# Шкеди (село)
Шкеди (груз. შკედი) — село в Грузии, на территории Лентехского муниципалитета края (мхаре) Рача-Лечхуми и Нижняя Сванетия.

## География
Село находится в северной части Грузии, на левом берегу реки Цхенисцкали, на расстоянии приблизительно 26 километров (по прямой) к востоку от посёлка городского типа Лентехи, административного центра муниципалитета. Абсолютная высота — 1316 метров над уровнем моря.

## Население
По результатам официальной переписи населения 2014 года, в Шкеди проживало 140 человек (66 мужчин и 74 женщины). В национальной структуре населения грузины составляли 100 %.
| Год  | Население, человек |
| ---- | ------------------ |
| 2002 | 341                |
| 2014 | ↘ 140              |